# برکه مصطفی خان
برکه مصطفی خان مربوط به دوره ایلخانی است و در شهرستان ابهر، بخش سلطانیه، حدود ۳ کیلومتری شمال شرق شهر سلطانیه واقع شده و این اثر در تاریخ ۲۶ دی ۱۳۸۶ با شمارهٔ ثبت ۲۰۵۶۱ به‌عنوان یکی از آثار ملی ایران به ثبت رسیده است.